# Stuevisse
Stuevisse (Genista stenopetala) er en stedsegrøn busk, som oprindeligt hører hjemme på De Kanariske Øer (La Palma og Tenerife). På grund af sin store blomsterrigdom og den fine duft dyrkes arten som stueplante i Danmark. Arten er frostfølsom, og trives kun under glas eller på beskyttede steder i haven.

## Beskrivelse
Stuevisse er en stedsegrøn busk med en tætgrenet og afrundet vækstform. Barken er først grågrøn, furet og fint håret. Senere bliver den gråbrun, og gamle grene får til sidst en brun og svagt opsprækkende bark. Knopperne er spredt stillede ved bladhjørnerne. De er små og aflangt ægformede med grålige knopskæl. Bladene er trekoblede med græsgrøn overside og gråfiltet underside. Blomstringen foregår i månederne februar til maj, hvor man finder blomsterne samlet i endestillede klaser. De enkelte blomster er opbygget, som det er typisk for de ærteblomstrede. Kronbladene er rent gule, og bægerbladene er meget små og gråfiltede. Frugten er en kort bælg med nogle få, sorte frø.
Rodsystemet består af en kraftig pælerod med talrige, trævlede siderødder.
På sit naturlige voksested bliver artern 3 m høj og bred.

## Hjemsted
Arten er endemisk for to af de Kanariske øer: La Palma og Tenerife. Her vokser den på skråningerne under de fyrreskove, der domineres af kanarisk fyr (Pinus canariensis). På de samme voksesteder findes bl.a. kanarisk jordbærtræ (Arbutus canariensis), Asphodelus ramosus (en art af affodil), smalbladet soløjetræ (Cistus monspeliensis), Cytisus filipes, Cytisus proliferus og Cytisus supranubius (arter af gyvel), Echium onosmifolium og Echium webbii (arter af slangehoved), trælyng (Erica arborea), Euphorbia lamarckii og Euphorbia regis-jubae (arter af vortemælk), Galium scabrum (en ar af snerre), Hypericum canariense, Hypericum reflexum og Hypericum xylosteifolium (arter af perikon), kanarisk kristtorn (Ilex canariensis), Lavandula canariensis og Lavandula minutolii (arter af lavendel), Lotus campylocladus, Lotus holosericus og Lotus pyranthus (arter af kællingetand), Faya (Morella faya), kanarisk fyr (Pinus canariensis) og Scrophularia glabrata (en art af brunrod).